# Хајнрих Шлиман
Јохан Лудвиг Хајнрих Јулијус Шлиман (Нојбуков, 6. јануар 1822 — Напуљ, 26. децембар 1890) био је немачки археолог који је своје целокупно богатство стечено у младости трговином потрошио на археолошка истраживања. Открио је 1868. Троју, користећи се подацима из Хомерових спевова „Илијада“ и „Одисеја“, а ископавао је у Микени, Орхомену и Итаци.

## Биографија
После дванаест дана путовања бродом који је потонуо, а пловио је у Јужну Америку, чамцем се са преживелим путницима искрцао у Холандију. Са 25 година постао је успешан самосталан трговац, научивши 11 језика – последњи међу њима били су стари и модерни грчки. Археологији се потпуно посветио у својој 36 години. После брака са Рускињом која није желела да напусти своју домовину, оженио се веома младом Гркињом, по принципу куповине. Почео је да живи у Атини. Свој дом је назвао Белерофонт, своју децу Андромаха и Агамемнон, а слуге Теламон и Пелоп.
1870. године отишао је у Троаду убеђен да ће под брегом Хисарлих наћи „Пријамову Троју“. После годину дана, са 80 радника и са огромним ентузијазмом започео је ископавања на том локалитету. Труд се исплатио. Откривен је велики бакарни суд у коме се налазило око 9000 златних и сребрних предмета. У Европу је послао поруку да је пронађено „Пријамово благо“. Касније, заједно са њим ископавања су наставили археолози и учењаци Дерпфелд, Вирхов и Бирнуф.
Сумња о постојању Троје на малоазијском тлу била је отклоњена. Постојало је само питање која од девет ископаних је „Хомерова“? 1876. године, Шлиман је решио да докаже да је и Агамемнон био историјска личност. Траг за потврдом његовог постојања одвео га је на источни Пелопонез – у Микену, вођен Паусанијиним делом „Класични опис Грчке“. У Микени је убрзо наишао на 34 усправна окна (дубоке гробнице) ископана на стеновитом тлу.
У међувремену, из Турске је прокријумчарио „Пријамово благо“ у Берлин, сместивши га у Државни музеј. Наставивши са ископавањима у Микени пронашао је (већином у наведеним усправним окнима), поред осталог, бројне скелете, грнчарију, накит и златне маске. Тадашњем грчком краљу јавио је да су откривене гробнице Атреја и Агамемнона. Касније, у Тиринту је откопао велику палату и огромне, „киклопске“ камене зидове.
Његов велики ентузијазам да би што пре дошао до циља проузроковао је да уништи и помеша ископане предмете. Свакако, после каснијих анализа, погрешно је мислити да је благо у Троји „Пријамово“ а златна маска у Микени Агамемнонова.
Међутим, његов учинак за археологију онога времена био је веома велики.
Ни сам свестан тога, многе је археологе увео у откривање старог света односно, цивилизације (древна „микенска“ цивилизација) старије од оне које је био убеђен да је пронашао.
На реду је био Пилос...
Хајнрих Шлиман умро је 1890. године.